# Vereniging MUST
Vereniging MUST (Medezeggenschap Utrechtse Studenten) is een vereniging die opgericht is om de studenten van de Hogeschool Utrecht (HU) te ondersteunen in hun medezeggenschapswerk. Dit op het gebied van kennis en vaardigheden aan de ene kant en aan de andere kant door gezelligheid, netwerken en vriendschappen.
MUST neemt een ondersteunende rol op zich in elke laag van medezeggenschap op de HU, dus zowel op niveau van opleidingscommissie (OC), Instituutsraad (IR) als Hogeschoolraad (HSR).
MUST heeft geen vaste partijpunten, ze worden elk jaar door de fractie zelf opgesteld, in het jaar 2016 had men 12,5 punten als verkiezingsprogramma om het 12,5-jarig bestaan van MUST te vieren.
Vereniging MUST is aangesloten bij het Interstedelijk Studenten Overleg (ISO), de overkoepelende studentenorganisatie van Nederland.
Elk jaar organiseert MUST trainingen, inhoudelijke activiteiten, borrel en andere gezellige activiteiten. Daarnaast wordt er elk jaar een MUSTweekend georaniseerd, aanwezigheid is een MUST, alles komt hier namelijk bij elkaar.

## Verkiezingen
Must doet sinds haar oprichting mee aan de verkiezingen van de centrale medezeggenschapsraad (de hsr).In november 2011 heeft Vereniging MUST alle tien studentzetels in de Centrale Medezeggenschapsraad weten te bemachtigen. In andere jaren is er altijd een meerderheid MUST geweest.

## Historie
In de centrale medezeggenschapsraad van de Hogeschool Utrecht is plaats voor 10 studenten. Jarenlang is het zo geweest dat deze zetels niet allemaal werden gevuld. Daardoor hadden de medewerkers zichtbaar meer invloed dan de studenten. Dit was voor vereniging MUST de reden om in actie te komen.
Voor de naam MUST werd gekozen omdat het een uitspreekbare en makkelijk te onthouden naam is, en tevens de noodzaak van studentenparticipatie illustreerde: die móet er zijn.
Een kleine dertig personen stelde zich namens MUST kandidaat, en bij gebrek aan al te veel serieuze concurrentie werd MUST met 7 zetels in de CMR(nu HSR) (drie studenten kwamen niet van de lijst MUST) de grootste fractie. In enkele FMR'en werd tevens MUST-kandidaten verkozen. Het begin van een tijdperk dat nog altijd met succes voortduurt.
Na het succes in de CMR(nu HSR) werden MUST-leden ook actief in de facultaire medezeggenschapsraden (FMR). Door goed onderling contact tussen al de leden werd de behoefte steeds groter om een vereniging op te richten, die zowel gezelligheid als trainingen ging verzorgen. Zo werd de Vereniging MUST opgericht, en korte tijd later is zij ook zelfstandig geworden, zodat de fracties zich volledig op hun agenda konden gaan richten. De vereniging is vooral faciliterend voor de fracties, zij verzorgt de borrels, de trainingen, het contact met externen en verdere activiteiten.